# Осика
{{#ifeq:0|0|{{#if:|{{#if:Populustremula|[[]}}|}}}}

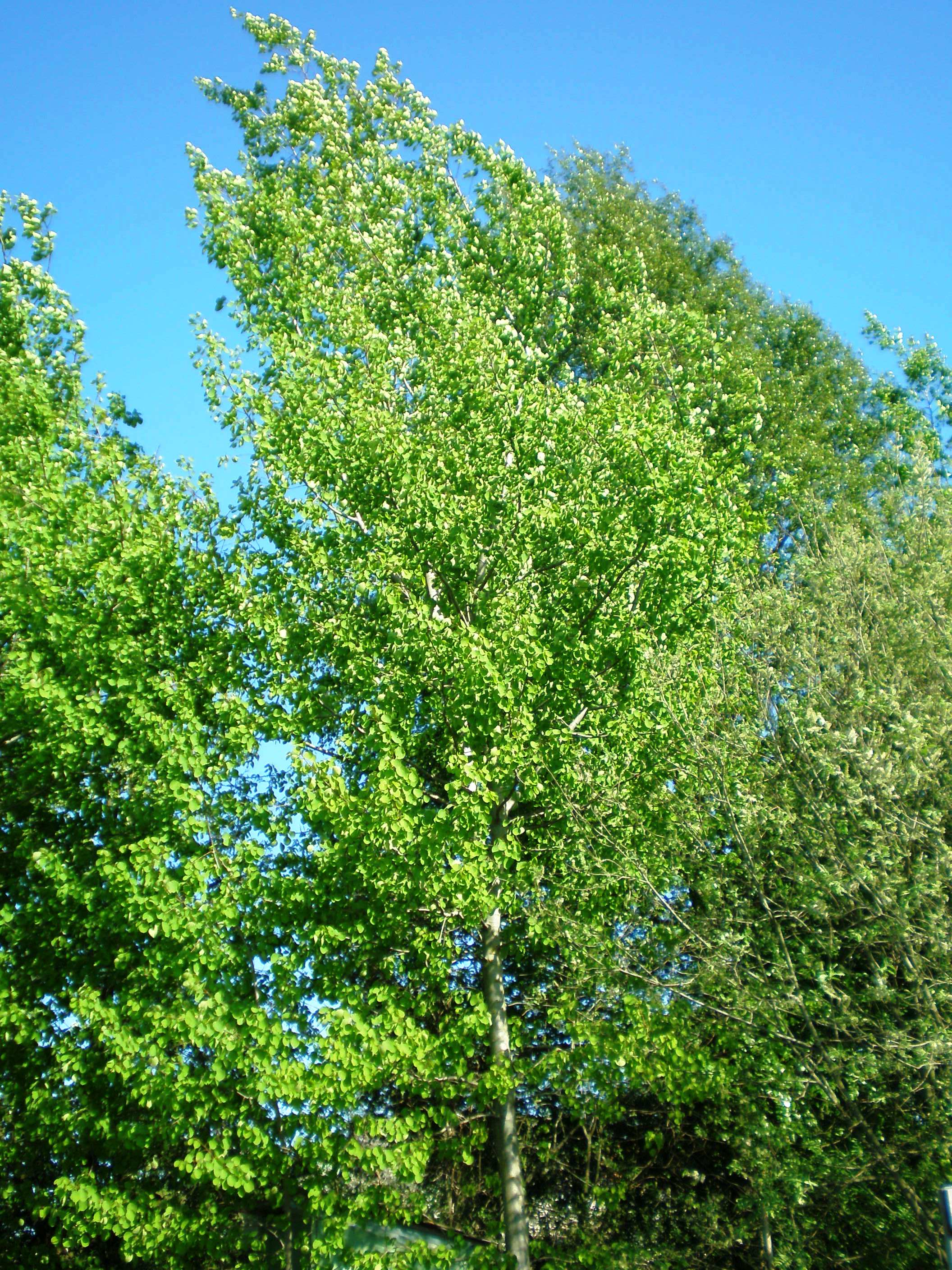
Осика

Оси́ка (Populus tremula L., Populus pseudotremula N. Rubtz.) — дерево з роду тополя (Populus) родини вербові (Salicaceae).

## Опис
Це високе струнке дерево (20-30 м заввишки) родини вербових (Salicaceae) з округлою кроною і циліндричним стовбуром, укритим гладенькою світло-зеленою корою. У старих дерев кора в нижній частині чорна, глибокотріщинувата. Молоді пагони бурі, звичайно голі, блискучі, бруньки клейкі, загострені. Листки (3-7 см завдовжки) чергові, округлі або округлояйцеподібні, виїмчасто-зубчасті, шкірясті, зісподу сизуваті. Черешки довгі, сплюснуті, голі.
Квітки роздільностатеві, рослини дводомні. Тичинкові сережки пониклі (7-10 см завдовжки), темно-пурпурові, квітки без оцвітини, на коротких ніжках, приквіткові луски торочкуваті, волохато-війчасті; тичинок 5-8, пиляки пурпурово-червоні. Маточкові сережки тонші, менш яскраві, квітки з келихоподібним диском при основі і грушоподібною голою зеленою зав'яззю та двома пурпуровими приймочками. Плід — коробочка, видовжено-конічна (до 7 мм завдовжки), відкривається двома стулками. Насіння дрібне, має чубок з сріблястих волосків.

## Поширення
Росте осика як домішка у хвойних, хвойно-листяних і листяних лісах. Зрідка утворює чисті деревостани у похідних формах лісостанів. Морозостійка, світлолюбна рослина. Цвіте у березні — квітні. Рід осик розповсюджений в горах і прирічкових лісах. Особливо багато осик в Східній Азії і в Приатлантичній Америці. Поширена по всій Україні, посідає 1,2 % площі державного лісового фонду. Райони заготівель — Полісся, Лісостеп.

## Практичне використання
Деревинна, плетивна, медоносна, лікарська, танідоносна, фарбувальна, декоративна, фітомеліоративна і кормова рослина.
Осика — дуже важлива деревинна рослина. Деревина її біла, часом з зеленуватим відтінком, однорідна, прямошарова, м'яка, легка, міцна (у сухому місці), добре колеться; незначно жолобиться і розтріскується, швидко набрякає і висихає. Недоліком деревини є те, що вона досить часто піддається гниттю, що призводить до її технічної непридатності.
Деревина осики — прекрасна сировина для целюлозно-паперової промисловості і один серед найкращих матеріалів для одержання штучного шовку. Деревина містить 47 % целюлози, 1,5 % пентозану, до 2 % смоли. Практичний вихід целюлози із деревини 32 %. Використовується в сірниковій промисловості (горить безчадним полум'ям), для виготовлення фанери, бочок, лиж, дрібних виробів (лопат, ночов, вуликів тощо). Стовбур осики розпилюють також на дошки, що йдуть на спорудження будівель.
Встановлено, що вироби з осикових дощок не потребують фарбування, чим довше вони служать у сухому місці, тим стають міцнішими. За своїми властивостями осика не тільки не поступається перед хвойними породами, а у деяких випадках навіть перевершує їх. Деревину осики можна фарбувати в будь-який колір, як і бавовняну тканину. Вона легко вбирає полімери і стає внаслідок цього наче новим матеріалом — деревом-пластмасою. Підлога з осикової рейки за естетичними, експлуатаційними та іншими властивостями не поступається перед паркетом.
Дрова з осики горять добре, але швидко гаснуть, вугілля не утримує жару. З деревини осики виготовляють вузьку стружку (1,5-2,5 мм) для виготовлення рогожок, що йдуть на основи головних уборів; широка стружка (3 мм) — для плетіння солом'яних капелюхів, а ще ширша (від 10 мм і більше) — для плетива, яким прикрашають кошики для квітів, вазони, з них виготовляють штучні квіти. Стружка осики є, крім того, гарним пакувальним матеріалом. Коріння осики використовується на грубе плетиво.
Чубки насіння осики нерідко використовується як набивний матеріал, але якість його низька (волоски завдовжки до 5-10 мм крихкі і важко відділяються від насіння).
Рано навесні осика має багато пилку і клею, але за наявністю інших медоносів і пилконосів бджоли неохоче її відвідують. На листі осики часом з'являється падь.
У народній медицині використовують кору як жарознижувальний засіб (вона містить саліцин), бруньки — від проносу та ломоти в тілі, здебільшого простудного характеру, сік з кухонною сіллю — від зубного болю, а також при укусах змій.
Спиртовий екстракт з бруньок осики є бактерицидним засобом проти золотистого стафілокока, бактерій кишкової групи тощо. Кору застосовують, крім того, від гарячки, захворювань сечового міхура, при гіпертрофії передміхурової залози, хронічному циститі, геморої, подагрі, ревматизмі; зовнішньо — при опіках і виразках.
У ветеринарії молоді пагони осики з листям і невеликою кількістю бруньок використовують для вигнання круглих червів у дрібної рогатої худоби.
Осика — посередній танідонос; у корі міститься 24,5 %, а у листі — 2,5-б % танідів. Кора і молоді листки дають жовту й зелену фарби. Доведено, що з кори осики можна виділити жирні кислоти, ефіри, гліцерин, спирт та інші речовини. Шляхом селекції виведені форми осики, стійкі проти серцевинної гнилі, невибагливі до родючості ґрунту.
Як декоративну рослину осику радять у зеленому будівництві для великих груп і масивів у парках і лісопарках. Вона витримує ущільнення ґрунту і невелике засолення, досить добре переносить умови міста. Має красиві декоративні форми — плакучу й пірамідальну.
Осику застосовують в лісомеліоративних насадженнях на ґрунтах з достатнім зволоженням. У Лісостепу її вводять в прияружні смуги як коренепаросткову породу, а також для залісення берегів рік і водойм. Певну кормову цінність являють листки осики. Вони містять протеїн (12 %) і клітковину (21-24 %). Попіл листя містить досить багато кальцію (31,б %), відносно небагато фосфору (4 %). Крім того, в ній містяться манган, калій, натрій, магній, сірка, кремній. У свіжих листках містяться вітамін С (222—225 мг%), каротин (354 мг на 1 кг сухої речовини). На пасовищах листки й молоді пагони задовільно, а подекуди й добре поїдаються великого рогатою худобою, кіньми, вівцями, козами.
До тридцяти років осика росте дуже швидко і в 50-60 років досягає розмірів дерев першої величини. Якщо умови були особливо сприятливі, вона підіймається до 30 метрів. Але живе мало: рідко довше ста років, її вік вкорочують паразитичні грибки.